# لورا واکر
لورا واکر (به انگلیسی: Laura Walker) (زادهٔ ۱ ژوئیهٔ ۱۹۷۰) شناگر اهل ایالات متحده آمریکا است.